# Pectinaster mimicus
Pectinaster mimicus is een zeester uit de familie Benthopectinidae.
De wetenschappelijke naam van de soort werd in 1889 gepubliceerd door Percy Sladen.

## Ondersoorten
- Pectinaster mimicus mimicus
- Pectinaster mimicus hylacanthus Fisher, 1913
- Pectinaster mimicus malayanus Döderlein, 1921
- Pectinaster mimicus palawanensis Fisher, 1919